# Подмаячный (Керчь)
Подмаячный — посёлок в восточном Крыму, расположен возле мыса Фонарь у входа в Керченский пролив из Азовского моря. В административном отношении посёлок утратил статус отдельного населённого пункта и в настоящее время является северо-восточной окраиной города Керчь.

## История
Местность, где расположен посёлок Подмаячный была освоена человеком довольно давно — в районе мыса Фонарь археологи обнаружили следы поселений, относящихся к Бронзовому веку.
Название Подмаячный произошло от Еникальского маяка, построенного в 1820 году на возвышенной части мыса Фонарь. Население посёлка, в основном, жило рыболовством, поскольку сухие степные земли плохо подходили для сельскохозяйственных работ.. Вначале селение называлось просто Маяк и впервые в исторических документах встречается на карте 1842 года, где оно обозначено условным знаком «малая деревня», то есть, менее 5 дворов. В «Памятной книге Таврической губернии 1889 года», по результатам Х ревизии 1887 года записан Посёлок Еникальского Маяка, с 29 дворами и 206 жителями.
Селение, как Подмаячный хутор, упоминается в «Памятной книжке Керчь-Еникальского градоначальства на 1913 год».
После установления в Крыму Советской власти, по постановлению Крымревкома, 25 декабря 1920 года из Феодосийского уезда был выделен Керченский (степной) уезд, Керчь-Еникальское градоначальство упразднили, Постановлением ревкома № 206 «Об изменении административных границ» от 8 января 1921 года была упразднена волостная система и в составе Керченского уезда был создан Керченский район в который вошло село (в 1922 году уезды получили название округов). 11 октября 1923 года, согласно постановлению ВЦИК, в административное деление Крымской АССР были внесены изменения, в результате которых округа были отменены и основной административной единицей стал Керченский район. В 1920-х годах рыбаки Подмаячного, Жуковки и других близлежащих посёлков стали объединяться в рыболовецкие товарищества, позднее преобразованые в рыбколхозы. Согласно Списку населённых пунктов Крымской АССР по Всесоюзной переписи 17 декабря 1926 года, в селе Подмаячный, Еникальского сельсовета Керченского района, числилось 108 дворов, из них 98 крестьянских, население составляло 513 человек, из них 511 русских, 1 украинец, 1 записан в графе «прочие», действовала русская школа I ступени (пятилетка). Постановлением ВЦИК «О реорганизации сети районов Крымской АССР» от 30 октября 1930 года (по другим сведениям 15 сентября 1931 года) Керченский район упразднили и село включили в состав Ленинского, а, с образованием в 1935 году Маяк-Салынского района (переименованного 14 декабря 1944 года в Приморский) — в состав нового района. На подробной карте РККА Керченского полуострова 1941 года в Маяке обозначено 90 дворов.

### Транспорт
- Посёлок Подмаячный связан с Керчью рейсами маршрутного такси (маршрут № 18 от автовокзала Керчи)[18].